# Эппс, Джиллиан
Джи́ллиан Мэ́ри Эппс (англ. Gillian Mary Apps; род. 2 ноября 1983, Торонто) — канадская хоккейная нападающая. Трёхкратная олимпийская чемпионка 2006, 2010 и 2014 годов, трёхкратная чемпионка мира 2004, 2007 и 2012 годов.

## Личная жизнь
Родом из спортивной семьи: дедушка Сил Эппс — легкоатлет, игрок в канадский футбол и хоккеист (член Зала хоккейной славы), отец Сил Эппс младший — хоккеист (играл в НХЛ), брат Сил Эппс III — хоккеист (играл в АХЛ), сестра Эми — футболистка (играла за сборную Канады), двоюродный брат Даррен Барбер — гребец, олимпийский чемпион.
С 22 сентября 2018 года Эппс жената на хоккеистке Меган Дагган. У пары трое детей: сын Джордж (род. 29 февраля 2020 года), дочь Оливия (род. в октябре 2021 года) и дочь Софи (род. 31 декабря 2023).